# Tamera
Tamera es una ecoaldea en el Alentejo portugués fundada en 1995 cuyo objetivo es el de «convertirse en un modelo comunitario autosuficiente, sostenible y duplicable para la cooperación no violenta y la cohabitación entre humanos, animales, naturaleza y la Creación para un futuro de paz para todos». Se autodenomina como Centro internacional de investigación para la paz.
Ocupa aproximadamente 140 ha y alberga una media de 160 personas, incluidos niños, la mayoría de los cuales son ciudadanos alemanes. Tamera es una de las ecoaldeas más grandes de Portugal. El número de habitantes fluctúa considerablemente a lo largo del año, llegando a 250 la visita de estudiantes y colaboradores de todo el mundo.

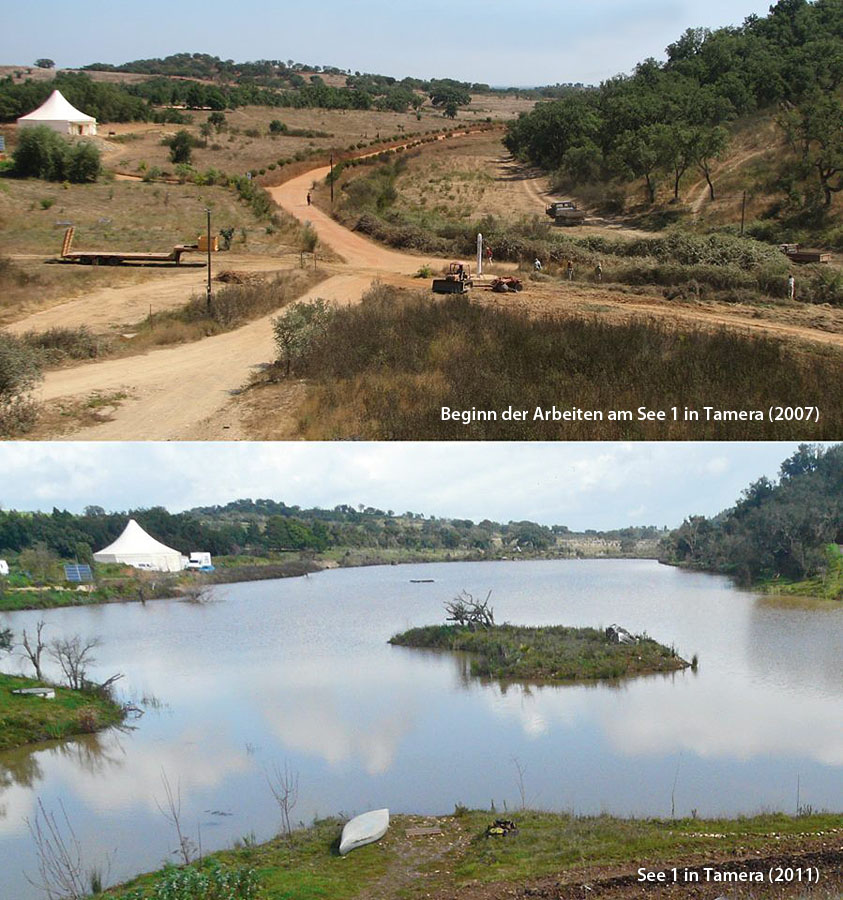
La lucha contra la desertificación en el Alentejo es uno de los objetivos de Tamera. En la imagen, el "lago 1" del proyecto de recolección de agua de lluvia, antes (2007) y después (2011).

Una de las misiones de esta ecoaldea es la de frenar la desertificación en el área, proponiendo nuevos modelos de gestión del agua de lluvia, más sostenibles y con un mejor impacto sobre el ecosistema local. Gracias a la aplicación de este modelo en forma de diversas estructuras como cunetas para la retención y filtrado lento del agua, Tamera ha recuperado grandes porciones de tierra antes completamente secas.